# Font Vella (Vilamolat de Mur)
La Font Vella és una font del terme municipal de Castell de Mur, en territori del poble de Vilamolat de Mur, de l'antic municipi de Mur, al Pallars Jussà.
Està situada a 670 m d'altitud, a l'esquerra de lo Torrentill, a ponent de Vilamolat de Mur. És al costat nord de les Boïgues de Petit i a llevant de la Solaneta.